# 辕门口街道
辕门口街道，是中华人民共和国湖南省邵陽市武冈市下辖的一个乡镇级行政单位。

## 行政区划
辕门口街道下辖以下地区：
鳌山社区、石牌坊社区、旱西门社区、水云社区、资南村、资云村、翠云村、三堂院村、水平村、古山村、落子铺村和革新村。